# Meteoritul de la Celeabinsk

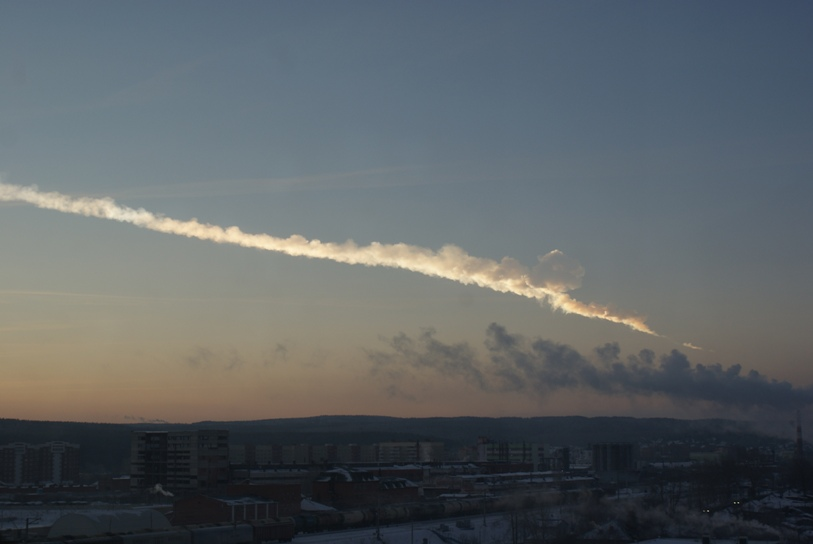
Trecerea meteoritului deasupra Ekaterinburgului, la circa de hipocentrul exploziei

Meteoritul de la Celeabinsk, potrivit estimărilor preliminare ale NASA, având dimensiunea de 15 metri și o greutate de 7000 tone (în comparație cu un automobil)

Meteoritul de la Celeabinsk - 2013 este un corp ceresc care a explodat deasupra Pământului în dimineața zilei de vineri 15 februarie 2013, în regiunea Celeabinsk din Rusia.
Căderea unui meteorit cu un diametru de circa 15 metri și o greutate aproximativă de 7.000–10.000 de tone s-a produs la ora locală 09:23, în ziua de vineri 15 februarie 2013 în apropierea orașului Celeabinsk, daunele principale în urma căderii producându-se în acest oraș și în șase localități vecine : Emanjelinsk, Kopeisk, Korkino, Iujnouralsk și Etkul.
Cel puțin 950 de persoane, dintre care peste 80 de copii, au fost rănite de cioburile de geamuri sparte sau de obiecte deplasate de unda de șoc în urma căderii, a anunțat serviciul de presă al Direcției de Sănătate al administrației regionale.
Conform centrul federal de cercetare și de dezvoltare al NASA, greutatea bolidului căzut este estimată la 7.000 de tone. Pe parcursul căderii, după intrarea în atmosferă cu o viteză de 18–20 km/s meteoritul a început să se dezintegreze, din cauza supraîncălzirii și topirii, și să se rupă în bucăți incandescente începând cu o altitudine de aprox. 50 – 30 km. Fragmentele de rocă s-au prăbușit cu o viteză aproximativă de 35.000 km/oră (de zece ori mai repede decât un glonț de pușcă).
La sol în orașul Celeabinsk s-a întrerupt comunicarea cu telefoanele mobile, iar unele clădiri au fost evacuate. Oficiali din cadrul Ministerului de Interne au anunțat că mulți elevi au fost răniți de geamurile sparte într-o școală din Celeabinsk.
Mulți oameni susțin că au auzit mai multe explozii, iar după aceea s-au declanșat sistemele de alertă de la mașini, alții spun că unda de șoc ar fi fost foarte fierbinte, iar în gură au simțit un gust metalic la ore bune după eveniment.

## Primele relatări
Localnicii au fost martori la căderea unor obiecte extrem de luminoase pe cer în regiunile Celeabinsk, Sverdlovsk, Tiumen și Orenburg, în Republica Bașkortostan și în regiunile vecine din Kazahstan. Filmările realizate de amatori arată căderea unei mingi de foc pe cer, urmată la scurt timp de o explozie sonică. Evenimentul a avut loc la ora 09:20 ora Ekaterinburgului, la câteva minute după răsăritul Soarelui la Celeabinsk și cu câteva minute înainte de răsăritul Soarelui la Ekaterinburg. Uneori, obiectul a părut a fi mai luminos decât Soarele care răsărea, iar NASA a confirmat ulterior că bolidul a fost, într-adevăr, mai luminos decât Soarele. Obiectul a fost filmat imediat după intrarea în atmosferă de satelitul meteorologic Meteosat 9. Martorii din Celeabinsk au relatat că aerul din oraș mirosea a praf de pușcă.

### Obiectul și intrarea în atmosferă

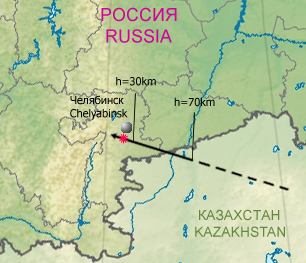
Traseul meteoritului; este însemnată poziția orașului Celeabinsk

Conform Academiei Ruse de Științe, meteoritul a pătruns în atmosferă cu viteza de circa 15 km/s. Radiantul (poziția aparentă de origine pe cer) pare a fi, din întergistrările video, undeva deasupra și la stânga Soarelui care răsărea.
Estimări ale diametrului obiectului se înscriu între 17 m și câțiva metri. NASA a estimat diametrul bolidului la circa 17 m și masa la circa 10.000 tone. NASA estimează viteza acestuia la circa 17,9 km/s, și energia eliberată de el ca fiind echivalentă cu aproape 500 kilotone, suficient de mare pentru a fi înregistrată ca eveniment seismic.
Experți din cadrul Societății Geografice Pattani au afirmat că trecerea meteoritului peste Celeabinsk a produs trei explozii de puteri diferite. Prima a fost cea mai puternică și a fost precedată de un fulger luminos, care a durat aproape cinci secunde. Estimările de altitudine s-au înscris în intervalul 70–30 km, cu echivalentul exploziv a circa 500 ktTNT, iar hipocentrul exploziei s-a aflat la sud de Celeabinsk, în Emanjelinsk și Iujnouralsk. Unda de șoc a ajuns la Celeabinsk după două minute și 57 de secunde.
În 17 februarie 2013, oamenii de știință de la Universitatea Federală a Uralilor au găsit mici fragmente de meteorit în jurul unei găuri circulare din gheața de pe lacul Cebarkul. Acestea sunt chondriți obișnuiți și conțin 10% fier. Oamenii de știință intenționează să boteze aceste fragmente „meteoritul Cerbakul”, denumire ce va fi acceptată după publicarea în buletinul Societății de Meteoriți.

### Impactul terestru
S-au găsit trei potențiale puncte de impact cu Pământul, două în zona lacului Cebarkul și un altul la circa 80 kilometri mai spre nord-vest, lângă orașul Zlatoust aflat aproape de granița între Republica Bașchiria și regiunea Celeabinsk. Unul dintre fragmentele de meteorit găsite lângă Cebarkul a format un crater cu diametrul de 6 metri. Pe suprafața lacului Cebarkul, înghețat, pescarii localnici au găsit o gaură, posibil rezultat al unui impact, dar o echipă de șase scafandri trimisă de Ministerul Situațiilor de Urgență din Rusia a examinat zona lacului și nu a găsit fragmente de meteorit. În Kazahstan, oficialii serviciilor de urgență au declarat că sunt în căutarea a două posibile obiecte neidentificate care ar fi putut ateriza în provincia Aktobe, în vecinătatea regiunilor rusești afectate.

## Pagube și răniri
În 15 februarie 2013, circa 1.200 de persoane au cerut ajutor medical în regiunea Celeabinsk, inclusiv 159 de copii. Oficialii din sistemul sanitar au afirmat că 112 persoane au fost spitalizate, două fiind în stare gravă. O femeie de 52 de ani cu o fractură la coloana vertebrală a fost trimisă la Moscova pentru tratament. Majoritatea rănilor au fost cauzate de spargerea geamurilor. După explozie, alarmele autovehiculelor s-au declanșat și rețelele de telefonie mobilă și-au întrerupt funcționarea. Clădirile de birouri din Celeabinsk au fost evacuate. Toate școlile din Celeabinsk și-au întrerupt cursurile, în principal deoarece geamurile sălilor de clasă s-au spart. Cel puțin 20 de copii au fost răniți de spargerea geamurilor unei școli-grădiniță la orele 09:22.
După eveniment, oficialii guvernamentali din Celeabinsk au cerut părinților să-și ia copiii de la școli. Un purtător de cuvânt al Ministerului de Interne a declarat că circa 600 m² (24,5 x 24,5 m) din acoperișul unei fabrici de prelucrarea zincului s-a prăbușit. Locuitorii din Celeabinsk ale căror ferestre s-au spart au depus eforturi consistente pentru a acoperi geamurile sparte cu orice material disponibil, întrucât temperatura în zona de impact cobora spre -15 °C.
Guvernatorul regiunii Celeabinsk, Mihail Iurevici, a declarat că scopul principal al autorităților îl reprezintă conservarea serviciului de termoficare. El a estimat pagubele produse de eveniment la cel puțin 1 miliard de ruble (circa 33 de milioane de dolari.}} Autoritățile din Celeabinsk au afirmat că geamurile sparte (dar nu și balcoanele închise) ale apartamentelor vor fi înlocuite pe cheltuiala statului rus.
Una dintre clădirile avariate de explozie a fost Palatul Sporturilor Traktor, arena echipei Traktor Celeabinsk care joacă în Liga de Hochei Kontinental (KHL). Arena va fi închisă pentru inspecții, ceea ce afectează meciurile de hochei planificate a se desfășura acolo, și posibil întreg postsezonul KHL.
Meteoritul de la Celeabinsk este considerat a fi cel mai mare meteorit care a lovit Pământul de la evenimentul din 1908 de la Tunguska și singurul astfel de eveniment care s-a soldat cu un număr mare de răniri.
|                                                |
| Ferestre sparte la Teatrul Dramatic Celeabinsk |

|                                                            |
| Acoperișul prăbușit al unei fabrici de zinc din Celeabinsk |

|                                            |
| Școală avariată de rămășițile meteoritului |

| |
| Dimensiunea meteoritului prin comparație cu alte obiecte (Boeing 747 și meteoritul de la Barringer); dimensiunea meteoritului din Urali este simbolizată de cercul din dreptul aripii avionului. |

## Reacții
Dmitri Medvedev, primul ministru al Rusiei, a confirmat că un meteorit a lovit Rusia și a afirmat că aceasta dovedește că „întreaga planetă” este vulnerabilă la meteoriți și că un sistem de apărare spațială este necesar pentru a proteja planeta de evenimente similare ce ar putea avea loc în viitor. Dmitri Rogozin, vice-prim ministru, a propus un program internațional de alertare a țărilor în ce privește „obiectele de origine extraterestră”.
General-colonelul Nikolai Bogdanov, comandant al Districtului Militar Central, a înființat echipe de căutare a posibilelor puncte de impact și de monitorizare a situației. Au fost găsite fragmente de meteorit de diametre între 5 mm și 1 cm pe o rază de 1 km în jurul orașului Cebarkul din regiunea Celeabinsk.
Vicepreședintele naționalist al Dumei de Stat, fost candidat la funcția de președinte, Vladimir Jirinovski, a prezentat propria sa teorie a conspirației, afirmând că „ăia nu erau meteoriți, erau americanii care își testează noile arme”.